# Bjäresjöstenene
Bjäresjöstenene er tre runesten fra vikingetiden, der fungerer som mindesmærker. Stenene var oprindeligt placeret i Bjäresjö, som ligger omkring 3 kilometer nordvest for Ystad, Skåne län, Sverige. To af stenene blev opdaget nær kirken, og to af stenene er blevet flyttet til andre nærliggende steder. Selvom disse tre sten er placeret i Sverige, har de fået danske betegnelser, idet Skåne var del af det historiske Danmark.

## Overblik
Alle tre sten er granitsten dateret til 970-1020 e.v.t. Et andet fællestræk er at runeristeren har brugt et kryds som orddeler på alle tre sten.
| Titel                             | DR-nr. | DK-nr. | Fundår | Indskrift (dansk)                                               | Runehøjde/cm | Højde/cm | Bredde/cm | Tykkelse/cm |
| --------------------------------- | ------ | ------ | ------ | --------------------------------------------------------------- | ------------ | -------- | --------- | ----------- |
| Bjäresjö-sten 1                   | 287    | Sk 29  | 1627   | Kåre satte ... sten efter Olfun(?)/Alfwin(?)                    | 10,5-12,8    | 130      | 126       | 53          |
| Bjäresjö-sten 2                   | 288    | Sk 30  | 1627   | Åge satte denne sten efter Ulf, hans broder, en meget god dreng | 8,2-15,5     | 170      | 70        | 60          |
| Bjäresjö-sten 3/Bergsjöholmstenen | 289    | Sk 31  | 1845   | Frede rejste denne sten efter sin måg Olav, en meget god dreng  | 10,3-12      | 238      | 56        | 52          |

## DR 287
Bjäresjö-sten 1, som er listet i den såkaldte samnordisk runetekstdatabase som DR 287, er 0,99 meter høj og lavet af granit. Stenen er trekantet og den øverste del mangler. Inskriptionen på stenen består af et bånd af runer, som følger stenens kant. Inskriptionen er klassificeret som værende af runestensstilen RAK, som er karakteriseret ved at have lige ender uden nogen slange- eller udyrhoveder tilføjet. Stenen, der har været kendt siden 1627, var oprindeligt placeret i kirkegårdens mur. Før den historiske betydning af runesten var anerkendt blev de ofte genbrugt som materialer i konstruktionen af veje, mure og bygninger så som kirker. Stenen blev flyttet i 1994 til at stå nær kirketårnet for at forhindre den i at blive ødelagt af aktiviteter som snerydning. Baseret på komparativ stilistisk analyse er inskriptionen dateret til at være udhugget fra omkring 970 til 1020 e.v.t., hvor den tidlige datering er baseret på at inskriptionen er lavet efter opførelsen af Jellingstenene.
Runeteksten siger, at stenen er et mindesmærke opført af en mand kaldet Kári til minde for en mand kaldet enten Alfvin eller Ôlfun. Runeristeren brugte et × (en slags tegnsætning) som en orddeler for hvert ord i teksten.

### Inskription

#### Translitteration
× kari × sati × stain ... uftiR × aulfun ×

#### Transskription til oldnordisk
Kāri satti stæin ... øftiR Ǫlfun(?)/Alfvin(?).

#### Oversættelse til dansk
Kári satte sten ... efter Olfun(?)/Alfwin(?).

## DR 288
Bjäresjö-sten 2, som er listet i runetekstdatabasen som DR 288, har et runebånd, der slynger sig i tre vertikale rækker. Granitstenen er 1,7 meter i højden og inskriptionen er ligesom for sten 1 i stilen RAK. Stenen har været kendt siden 1627. Oprindeligt var stenen placeret nær kirken ved Bjäresjö, men stenen blev flyttet til først Ruthsbo, som ligger cirka fem kilometer vest for Ystad, og dernæst til Marvinsholm Park. I 1913 blev den flyttet til udearealerne ved Kulturen, et museum i Lund. Baseret på komparativ stilistisk analyse er inskriptionen dateret til at være udhugget mellem 970 og 1020 e.v.t.
Runeteksten siger, at en mand kaldet Áki rejste stenen til minde for sin bror Ulfr. I lighed med inskriptionen fra Bjäresjö-sten 1 brugte runeristeren for DR 288 et × ten som orddeler. Ulfr beskrives som værende harþa goþan dræng eller "en meget god dreng," altså med termen drengr. En drengr var på den tid i Denmark en betegnelse, der primært var associeret med medlemmer af en krigergruppe. Det er blevet forslået, at drengr sammen med thegn først blev brugt som en titel associeret med mænd fra Danmark og Sverige som tjente under danske konger, men, fra dets kontekst i inskriptioner, er det over tid blevet mere generaliseret og blev brugt af grupper som købmænd og skibsmandskab. En lignende frase er brugt i inskriptionen på Bjäresjö-sten 3. Andre runesten, der beskriver den afdøde med orden harþa goþan dræng i en eller anden rækkefølge inkluderer Eriksstenen (DR 1) i Hedeby, DR 68 i Aarhus, DR 77 i Hjermind, DR 127 i Hobro, DR 268 i Östra Vemmenhög, DR 276 i Örsjö, Sm 48 i Torp, Vg 61 i Härlingstorp, Vg 90 i Torestorp, Vg 112 i Ås, Vg 114 i Börjesgården, den nu tabte Vg 126 i Larvs, Vg 130 i Skånum, Vg 153 og Vg 154 i Fölene, Vg 157 i Storegården, Vg 162 i Bengtsgården, Vg 179 i Lillegården, Vg 181 i Frugården, Vg 184 i Smula (som bruger flertal), den nu tabte Ög 60 i Järmstastenen, Ög 104 i Gillberga muligvis på U 610 i Granhammar.

### Inskription

#### Translitteration
× oaki × sati × stain × þansi × aftiR × ulf × bruþur × sin × harþa × kuþan × trak ×

#### Transskription til oldnordisk
Aki satti sten þænsi æftiR Ulf, broþur sin, harþa goþan dræng.

#### Oversættelse til dansk
Åge satte denne sten efter Ulf, hans broder, en meget god dreng.

## DR 289
Bjäresjö-sten 3, som er listet i runetekstdatabasen som DR 289, er en granitsten på 1,9 meter i højden. Stenen har en inskription, der består af runetekst, som slynger sig i tre vertikale rækker. Inskriptionen er klassificeret som værende ristet i runestilen RAK. Stenen blev opdaget den 27. juli 1845 af professor P. G. Thorsson på en mark ved Bjäresjöholm, en herregård, og er nu placeret ved Bjäresjöskolens park, som er syd for Bjärsjöholm slot. Baseret på komparativ stilistisk analyse er inskriptionen dateret til at være udhugget mellem 970 og 1020 e.v.t.
Teksten på DR 289 indikerer at stenene blev rejst af en mand kaldet enten Fraði eller Freði som minde om en svigersøn kaldet Ólafr. I lighed med teksten fra DR 288 bliver den afdøde beskrevet som værende dræng harþa goþan med betydningen en "meget god dreng" og bruger altså samme term, drengr. Teksten bruger også ×-tegnet som orddeler.

### Inskription

#### Translitteration
fraþi × risþi × st(e)n × þansi × aftiR × ulaf × mak × sia × ¶ × trek × harþa × kuþan ×

#### Transskription
Fraþi/Fræþi resþi sten þænsi æftiR Olaf, mag sin, dræng harþa goþan.

#### Oversættelse til dansk
Frede rejste denne sten efter sin måg Olav, en meget god dreng.